# Петерман, Лена
Лена Петерман (нем. Lena Petermann; род. 5 февраля 1994, Куксхафен, Нижняя Саксония) — немецкая футболистка, выступающая на позиции нападающей за английский клуб «Лестер Сити» и женскую сборную Германии.

## Клубная карьера
Лена Петерман начинала свою карьеру футболистки в немецком клубе «Гамбург». В 2013 году она переехала в США, где играла в студенческой футбольной лиге за команду Университета Центральной Флориды. В свой первый год там Петерман была названа новичком года в конференции.
После успешного выступление за сборную Германии по футболу до 20 лет на чемпионате мира среди девушек до 20 лет в 2014 году у Петерман появилась возможность вернуться в Германию и продолжить профессиональную карьеру, став футболисткой клуба «Фрайбург».

## Карьера в сборной
Лена Петерман играла за сборную Германии по футболу до 17 лет на соответствующих чемпионатах Европы в 2010 и 2011 годах, а также на чемпионате мира 2010, где забила пять голов.
Она также выступала за женскую сборную Германии до 20 лет и была частью команды-победительницы чемпионата мира среди девушек до 20 лет в 2014 году, где она забила три мяча. Первый случился в игре против США на групповом этапе, второй был забит на 81-й минуте в полуфинале против Франции при счёте 1:1 и доминировании противника, став победным. Её третий гол на турнире стал чемпионским и был забит в дополнительное время (на 98-й минуте) финала против Нигерии.
Петерман дебютировала за главную сборную Германии 6 марта 2015 года, в мачте Кубка Алгарве против команды Китая. Она была включена в состав немецкой сборной на чемпионат мира 2015 года в Канаде, где забила первые два свои мяча за неё, оба в победном (4:0) матче против Таиланда.

### Голы за сборную
| Голы Петерман за сборную Германии | Голы Петерман за сборную Германии | Голы Петерман за сборную Германии | Голы Петерман за сборную Германии | Голы Петерман за сборную Германии | Голы Петерман за сборную Германии | Голы Петерман за сборную Германии |
| #                                 | Дата                              | Место                             | Соперник                          | Счёт                              | Итог                              | Соревнование                      |
| --------------------------------- | --------------------------------- | --------------------------------- | --------------------------------- | --------------------------------- | --------------------------------- | --------------------------------- |
| 1.                                | 15 июня 2015                      | Виннипег, Канада                  | Таиланд                           | 2-0                               | 4-0                               | чемпионат мира 2015               |
| 2.                                | 15 июня 2015                      | Виннипег, Канада                  | Таиланд                           | 3-0                               | 4-0                               | чемпионат мира 2015               |
| 3.                                | 16 сентября 2016                  | Химки, Россия                     | Россия                            | 4-0                               | 4-0                               | отбор чемпионата Европы 2017      |
| 4.                                | 22 октября 2016                   | Регенсбург, Германия              | Австрия                           | 4-2                               | 4-2                               | товарищеский матч                 |
| 5.                                | 10 ноября 2018                    | Оснабрюк, Германия                | Италия                            | 4-2                               | 5-2                               | товарищеский матч                 |

Источник:

## Достижения
Германия (до 20 лет)
- Чемпионка мира: 2014